# Brno-Starý Lískovec (železniční zastávka)
Brno-Starý Lískovec je železniční zastávka ve Starém Lískovci, části města Brna, vybudovaná v rámci elektrizace trati z Brna do Zastávky u Brna. Zastávka se nachází v km 149,693–149,813 trati Brno–Jihlava a Brno – Hrušovany nad Jevišovkou-Šanov, v jízdním řádu označených čísly 240 a 244.
Provoz zde byl zahájen v prosinci 2021. Zastávku obsluhují některé osobní a spěšné vlaky linek S4 a S41 jezdící z Brna do Zastávky u Brna či Miroslavi.

## Historie
Stavba, v jejíž rámci zastávka ve Starém Lískovci vznikla, se v minulosti potýkala s mnoha problémy, které oddálily datum jejího zprovoznění. Původně se počítalo s jejím dokončením v roce 2012, což ale zdržel nejprve spolek Voda z Tetčic, později pak Vechtrovna v obci Troubsko.
Problémy zastávku provázely i nadále v průběhu samotné stavby. Ještě v prosinci 2020 to vypadalo, že se zastávkou bude zpočátku projíždět, neboť město nestíhalo vybudovat přístupové cesty. V průběhu roku 2021 došlo k dohodě mezi Brnem a Správou železnic o výstavbě provizorního chodníku z ulice Šoustalovy, díky čemuž zastávka začala fungovat 12. prosince 2021, se začátkem platnosti nového jízdního řádu.
Drážní úřad v únoru 2020 stanovil název zastávky s blíže neurčeným datem jejího otevření.

## Popis zastávky
Na zastávce se nachází jedno nástupiště mezi kolejemi přístupné pomocí podchodu, u jehož ústí vznikne dopravní terminál MHD.

## Galerie

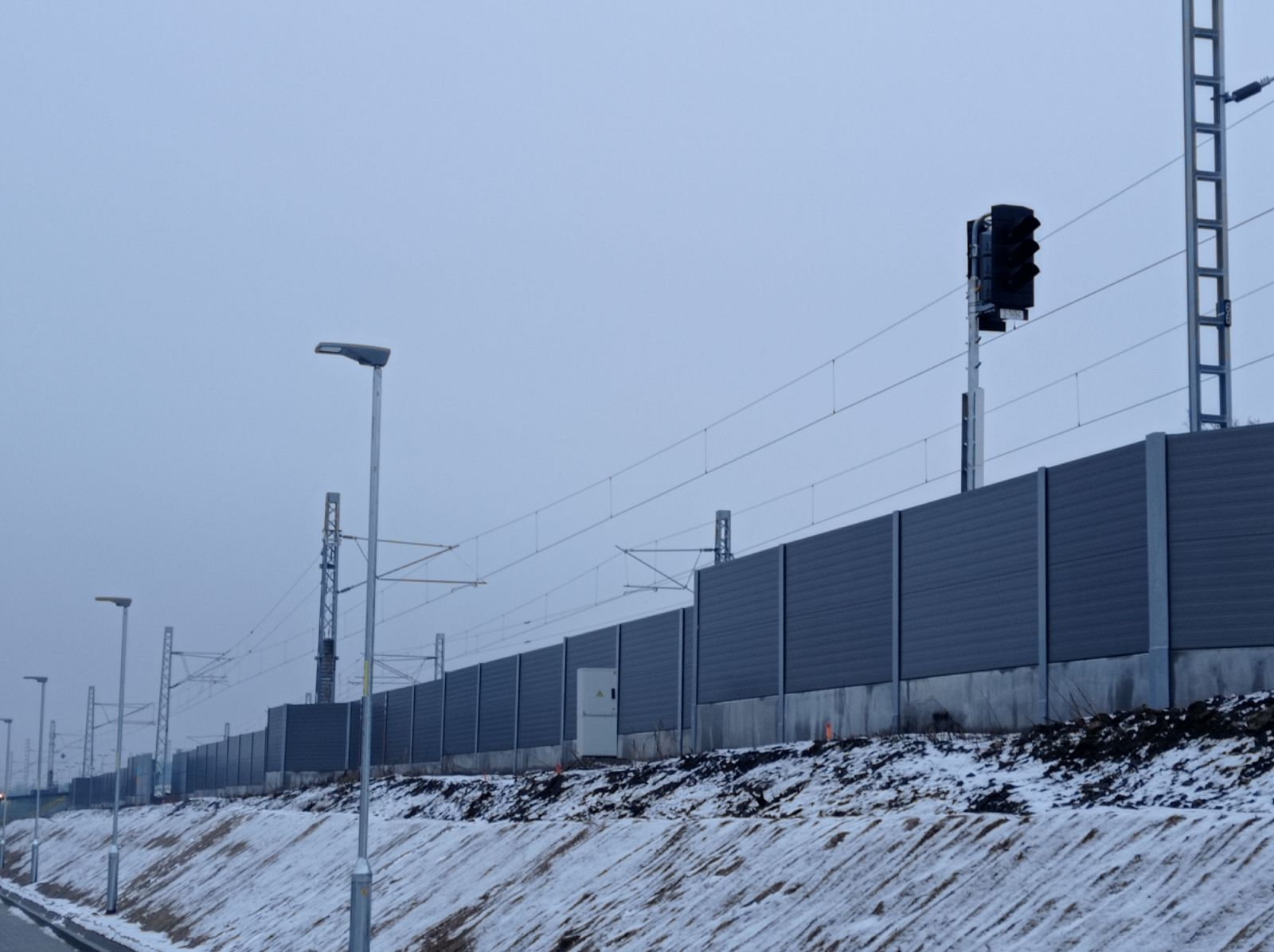
Zmodernizovaná trať u zastávky
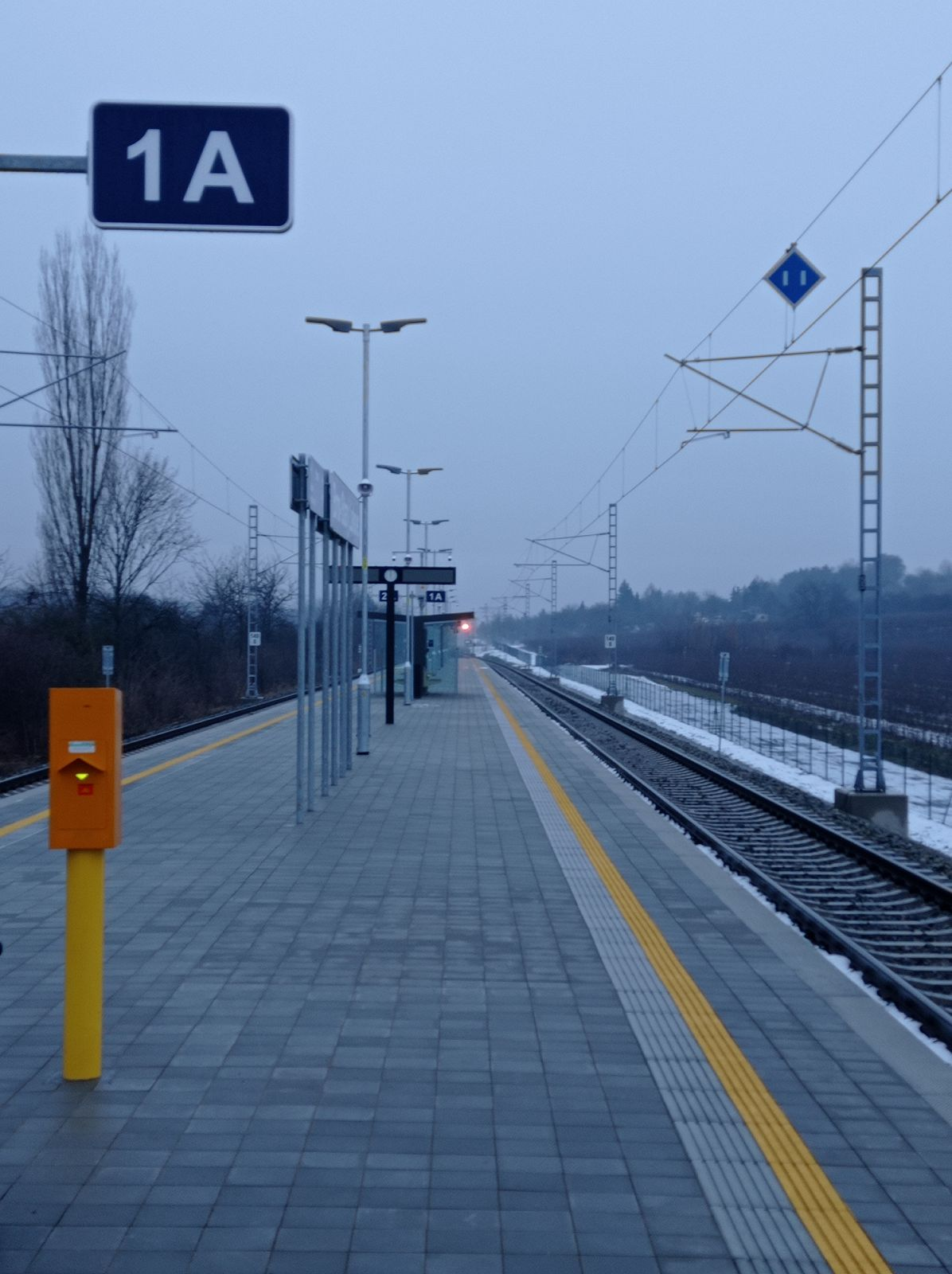
Pohled na nástupiště